# Altura libre (automoción)

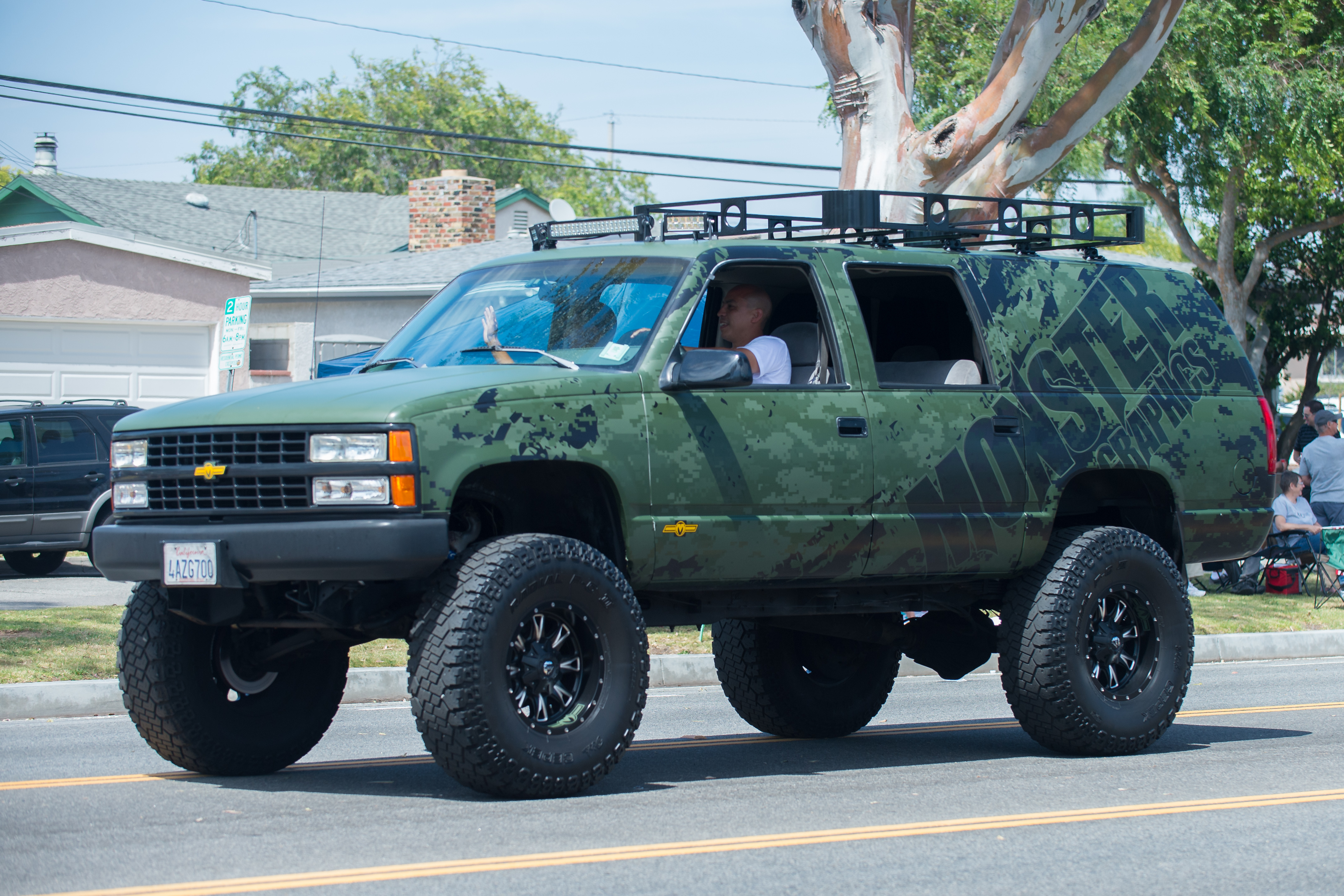
Chevrolet Suburban con ruedas especiales y modificaciones en la suspensión para elevar la corrocería. Nótese una distancia al suelo mucho mayor debajo del eje delantero (con suspensión independiente), si se compara con el espacio libre disponible bajo el diferencial del eje vivo en la parte trasera

La altura libre sobre el suelo de un automóvil es la distancia entre la zona de apoyo de los neumáticos y el punto más bajo de su parte inferior, generalmente la carcasa del diferencial (aunque el punto de inserción de los amortiguadores pueda estar más bajo); o de forma más general, la distancia más corta entre una superficie plana y nivelada y la parte más baja de un vehículo, excepto las partes diseñadas para entrar en contacto con el suelo (como neumáticos, orugas o esquís). La distancia al suelo se mide con el equipamiento estándar del vehículo y, en el caso de los automóviles, suele indicarse sin carga ni pasajeros.

## Función

La distancia al suelo afecta al ángulo de rampa de un automóvil (β° = ángulo de rampa; C = parte inferior del chasis; W = rueda; G = suelo; M = punto medio de la batalla)

La distancia al suelo es un factor crítico en varias características importantes de un vehículo, especialmente en los automóviles. Las variaciones en la distancia al suelo representan un equilibrio entre las condiciones dinámicas de un automóvil, su calidad de conducción y su practicidad.
Una mayor altura respecto al suelo significan que las ruedas tienen más espacio vertical para bascular y la suspensión absorbe mejor los impactos de la carretera. Además, el coche es más capaz de circular en superficies irregulares, sin rozar con obstáculos ni dañar el chasis ni los bajos.
A mayor altura sobre el suelo, el centro de masas del vehículo está más elevado, lo que se traduce en características de conducción menos precisas y más peligrosas (en particular, mayor probabilidad de vuelco). Una mayor altura sobre el suelo también suele afectar negativamente a las condiciones aerodinámicas. Por ello, los automóviles deportivos suelen tener distancias al suelo muy bajas, mientras que los vehículos todoterreno y los utilitarios deportivos tienen distancias al suelo mayores.

## Normativa

Distancia al suelo debajo de un eje

Distancia al suelo entre los ejes

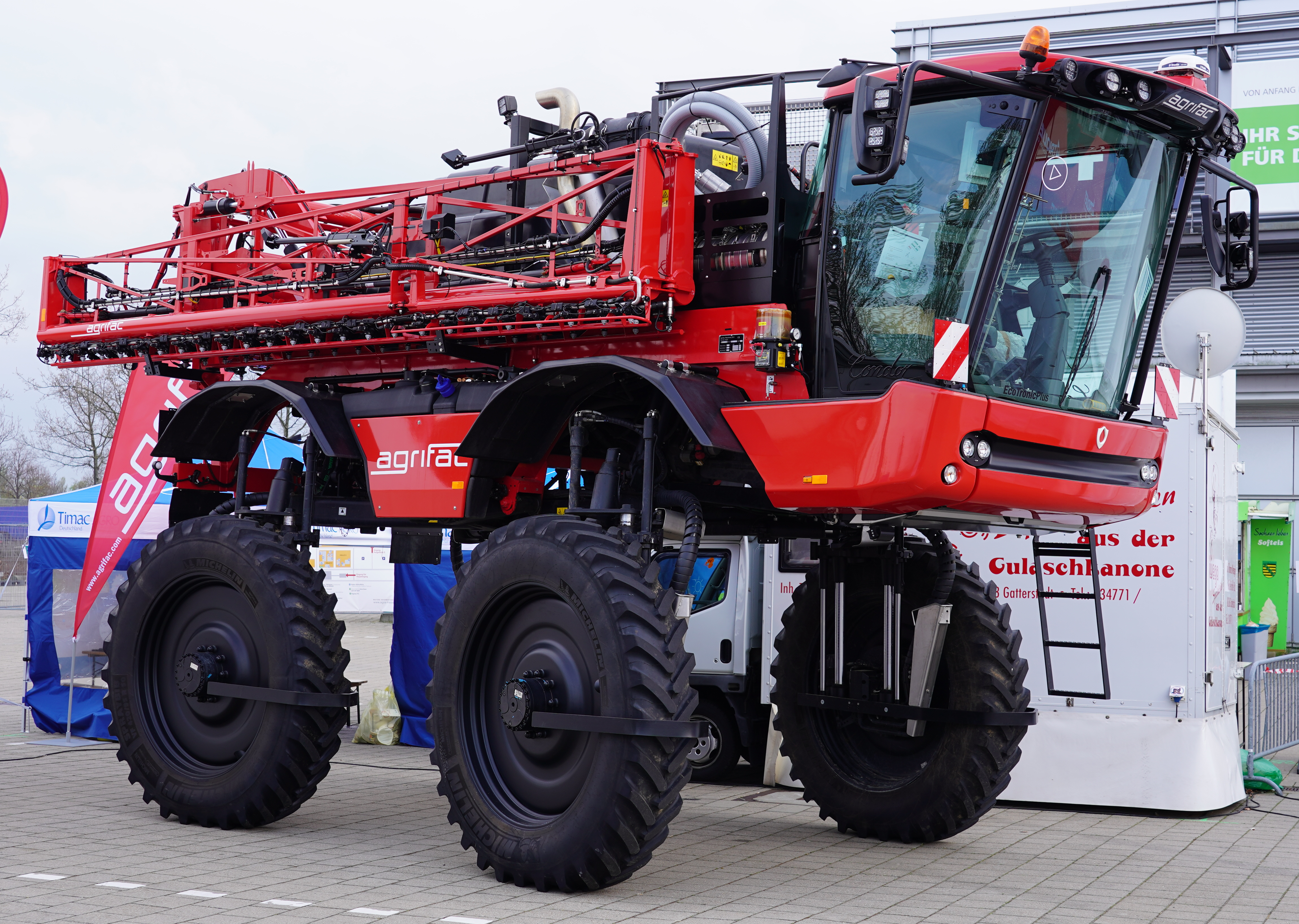
Pulverizador autopropulsado con distancia al suelo ajustable

La «distancia al suelo» se puede definir para vehículos en general, pero en el caso de los automóviles, generalmente especifica la distancia entre el punto más bajo de la carrocería y el suelo. En algunos casos, es útil indicar en qué parte del vehículo se tomó la medición. El término también se utiliza para otros vehículos, como por ejemplo vehículos blindados de combate, vehículos anfibios o tractores.
Para los vehículos todoterreno, la distancia al suelo bajo cada eje y la distancia al suelo entre los ejes suelen ser características de gran interés. Se aplica la siguiente definición:
La distancia al suelo debajo de un eje está determinada por la altura del vértice de un arco de circunferencia que pasa por el centro de la zona de contacto de los neumáticos de un eje y toca el punto fijo más bajo del vehículo entre las ruedas.
La distancia al suelo entre los ejes se conoce coloquialmente como «distancia al suelo inferior» y está estrechamente relacionada con el ángulo de rampa. Definición según la Directiva 92/53/CEE:
La distancia al suelo entre los ejes es la distancia más pequeña entre el nivel del suelo y el punto fijo más bajo del vehículo.
Para los vehículos modificados, la reducida distancia al suelo puede limitar su uso diario, ya que puede quedar severamente limitada su capacidad para sobrepasar obstáculos naturales o artificiales (como los resaltos para reducir la velocidad) sin sufrir daños.

### Distancias mínimas
Independientemente de la distancia al suelo del suelo del vehículo, existen distancias mínimas desde la superficie de la carretera para varios accesorios, en particular para los dispositivos de iluminación automotriz. En Alemania, las siguientes restricciones son obligatorias según el Reglamento para la obtención de licencias de circulación:
| • Luces de carretera y luces de cruce | 500 mm         |
| • Señal de giro                       | 500 mm         |
| • Luz antiniebla                      | 250 mm         |
| • Luz de freno                        | 350 mm         |
| • Matrícula frontal                   | 200 milímetros |
| • Luces traseras                      | 350 milímetros |
| • Matrícula trasera                   | 300 milímetros |
| • Luz antiniebla trasera              | 250 milímetros |
| • Indicador frontal                   | 350 milímetros |
| • Luz de marcha atrás                 | 250 milímetros |
| • Indicador trasero                   | 350 milímetros |
| • Luz de posición lateral             | 250 milímetros |

Muchos de estos párrafos se han adaptado y corresponden a la Directiva ECE-R 48 de Comisión Económica de las Naciones Unidas para Europa sobre «Disposiciones uniformes relativas a la homologación de vehículos en lo que respecta a la instalación de dispositivos de alumbrado y señalización luminosa».

## Ejemplos de alturas libres
Un automóvil de carretera suele tener una altura de carrocería sobre el pavimento de aproximadamente 16-17 centímetros (6,3-6,7 plg), mientras que un SUV suele estar alrededor de 19-22 centímetros (7,5-8,7 plg). Dos extremos conocidos son el Ferrari F40, con una altura libre de 12,5 centímetros (4,9 plg), y el Hummer H1, con una altura libre de 40,64 centímetros (16,0 plg).
La siguiente tabla muestra la altura de carrocería promedio para los diferentes tipos de automóviles disponibles en el mercado de la India en 2020:
| Altura libre promedio            | Tipo de vehículo              |
| -------------------------------- | ----------------------------- |
| 135-140 milímetros (5,3-5,5 plg) | Automóvil deportivo           |
| 165 milímetros (6,5 plg)         | Sedán                         |
| 168 milímetros (6,6 plg)         | Hatchback                     |
| 170 milímetros (6,7 plg)         | Compacto                      |
| 190-200 milímetros (7,5-7,9 plg) | Utilitario deportivo compacto |
| 225 milímetros (8,9 plg)         | Utilitario deportivo          |

## Usos especiales

### Bastidor suspendido
Algunos automóviles han utilizado bastidores suspendidos para lograr una altura de carrocería más baja y la consiguiente mejora del centro de gravedad. Los automóviles de 1905 a 1914 de la American Motor Car Company son un ejemplo.

### Autonivelación
Los sistemas de suspensión autonivelante están diseñados para mantener una altura libre constante independientemente de la carga. La suspensión detecta la carga mediante medios mecánicos o electrónicos y eleva o baja el vehículo mediante la introducción de un fluido a presión en los cilindros telescópicos de la suspensión para elevar el chasis. Los vehículos sin autonivelación se inclinarán hacia abajo en un extremo cuando estén cargados, lo que afecta negativamente a la suspensión, la maniobrabilidad y a las propiedades aerodinámicas.

### Altura ajustable
Algunos automóviles modernos (como el Audi A6 allroad quattro y el Tesla Model S) cuentan con suspensión de altura ajustable, que permite variar la altura de conducción regulando la suspensión hidroneumática o neumática. Este ajuste puede ser automático, según las condiciones de la carretera, o bien la configuración puede ser seleccionada por el conductor. Muchos autobuses incluyen una función de inclinación para facilitar el embarque y desembarque de los pasajeros, y una función de elevación para transbordadores que aumenta la distancia al suelo, lo que resulta útil para cambios acusados del perfil a recorrer, como al subir a transbordadores.

### Amortiguadores ajustables
Otros sistemas de suspensión más sencillos, como los resortes coilover, ofrecen una forma de ajustar manualmente la altura de la suspensión (y, a menudo, la rigidez del resorte) comprimiendo el resorte in situ mediante un eje roscado y una perilla o tuerca ajustable.

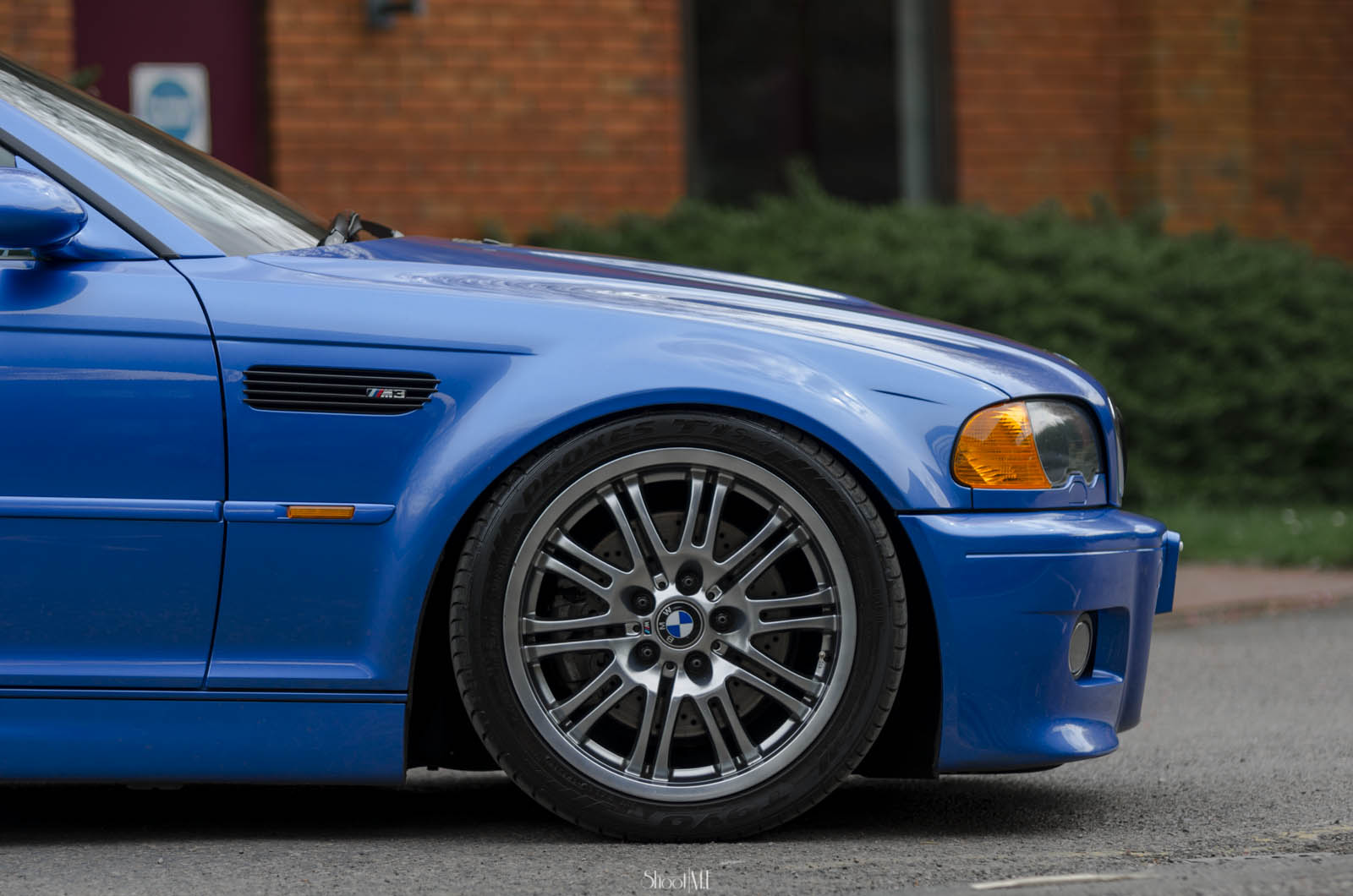
BMW E46 con un kit de suspensión rebajada disponible en el mercado de accesorios

### Mercado de accesorios
Rebajar la suspensión de un automóvil es una modificación común y relativamente económica en el mercado de accesorios. Muchos entusiastas de los automóviles prefieren el aspecto más agresivo de una carrocería más baja, y existe una mejora de las condiciones de conducción fácil de obtener gracias a la posición más baja del centro de masas. La mayoría de los automóviles de pasajeros se fabrican de tal manera que una reducción de una o dos pulgadas no aumente significativamente la probabilidad de daños. En la mayoría de los automóviles, la altura de la suspensión se modifica regulando la longitud de los resortes de la suspensión, y es la base de muchos kits de suspensión de posventa de fabricantes como KW, Eibach y H&R. En el caso de los camiones, los propietarios aficionados a modificar sus vehículos, suelen aumentar el tamaño de las ruedas y de los neumáticos para elevar sus vehículos.

### Vehículos militares
Para los vehículos blindados de combate, la distancia al suelo representa un factor adicional en el rendimiento general del vehículo: una menor distancia al suelo significa que el chasis del vehículo está más bajo y, por lo tanto, es más difícil de detectar y que sea alcanzado por un impacto. El diseño final de cualquier blindado refleja un equilibrio entre ser un objetivo más pequeño por un lado y tener una mayor movilidad en el campo de batalla por otro. Muy pocos alcanzan velocidades máximas a las que un manejo similar al de un automóvil se convierte en un problema, aunque los vuelcos pueden ocurrir, y de hecho ocurren. Por el contrario, es mucho más probable que necesite una mayor distancia al suelo que un vehículo de carretera.

### Camiones

Señal de advertencia del Manual sobre dispositivos uniformes de control de tráfico para un paso a nivel

Los camiones articulados de 18 ruedas también deben tener en cuenta la distancia al suelo, tanto de la cabeza tractora como del remolque, en ciertas zonas de terreno irregular, como los paso a nivel elevados. La gran longitud de su distancia entre ejes implica que, en tales casos, el remolque podría quedar atrapado en el amplio espacio existente entre los ejes, dejando al camión atascado sin posibilidad de desengancharse.

### Autobuses
En algunos países como Australia, los autobuses deben tener una distancia al suelo de al menos 100 mm (3,9 plg). Una altura de la carrocería excesiva puede provocar que el vehículo tenga un centro de masas excesivamente alto, lo que podría provocar inestabilidad o incluso el vuelco.

## Tipos de distancia al suelo

### Distancia al eje
Coloquialmente conocida como distancia al suelo del diferencial. Es la distancia desde la parte inferior exterior de la carcasa del eje o la parte inferior exterior de la carcasa del diferencial, la que esté más baja, hasta el suelo.

### Holgura de la suspensión
Distancia entre la parte inferior de los componentes de la suspensión y el suelo. En vehículos con suspensión independiente, esta suele ser la distancia entre la parte inferior del brazo de control inferior y el suelo.

### Holgura de rodadura
Distancia entre la parte inferior de la masa suspendida y el suelo.